# Ullrich Pietsch
Ullrich Pietsch (* 15. November 1952 in Leipzig) ist ein deutscher Physiker und Hochschullehrer.

## Leben
Ullrich Pietsch erwarb das Abitur im Jahre 1971 in seiner Geburtsstadt Leipzig. Nachdem er den Grundwehrdienst bei der NVA geleistet hatte, begann er 1973 ein Studium der Physik an der Humboldt-Universität zu Berlin, das er 1978 mit einer Arbeit über Kristallographie abschloss. Im gleichen Jahre wurde er an der Universität Leipzig Assistent und befasste sich vornehmlich mit der Halbleitertechnik.
Pietsch promovierte 1981 bei Konrad Unger über III-V-Verbindungshalbleiter. Daraufhin wechselte Pietsch an die Pädagogische Hochschule Potsdam (heute: Universität Potsdam) und wurde nach der Wende an der Ludwig-Maximilians-Universität München Mitarbeiter von Prof. Johann Peisl. Dort beschäftigte sich Pietsch mit der Untersuchung von Halbleiter-Nanostrukturen unter der Verwendung von Synchrotronstrahlung.
Am Institut für Festkörperphysik an der Universität Potsdam wurde Pietsch 1995 Professor. Sein Hauptarbeitsgebiet war die Röntgenstrukturanalyse.
Im Jahre 2005 erhielt Pietsch einen Ruf an die Universität Siegen auf den Lehrstuhl für Experimentelle Festkörperphysik.

## Publikationen (Auswahl)
- High-Resolution X-Ray Scattering: From Thin Films to Lateral Nanostructures, zus. m. Václav Holý u. Tilo Baumbach, Springer, 2. Aufl. 2004, ISBN 0-387-40092-3.